# Rocinela patriciae
Rocinela patriciae är en kräftdjursart som beskrevs av Lima 1986. Rocinela patriciae ingår i släktet Rocinela och familjen Aegidae. Inga underarter finns listade i Catalogue of Life.